# San Girolamo penitente (Foppa)
San Girolamo penitente è un dipinto tempera su tavola (46x31 cm) di Vincenzo Foppa, firmato, databile al 1460 circa e conservato nell'Accademia Carrara di Bergamo.

## Storia
L'opera era probabilmente lo scomparto sinistro di un dittico. La firma dell'artista si trova in basso a sinistra, su un cartiglio. 
La tavola proviene dalla collezione della famiglia Consonni che la passò nel 1847 a Guglielmo Lochis il quale con lo legato, lo diede all'Accademia Carrara nel 1866. Il dipinto fu inizialmente considerato un'opera giovanile dell'artista di poco successivo alla Crocifissione sempre presenta in accademia. Solo uno studio successivo lo porterebbe alla datazione del 1460.

## Descrizione e stile
L'opera è realizzata su una tavola di pioppo con fibratura verticale, come era d'uso nei lavori del Quattrocento italiano. Il Foppa usò per la maggior parte dei suoi lavori le tavole di pioppo.
L'iconografia del santo è consueta: ritratto in penitenza davanti al crocifisso nel deserto, con lo sguardo volto all'uomo in croce di grande intensità interiore. Al suo fianco il fedele leone che riporta l'episodio della guarigione miracolosa zampa. In mano tiene il libro della Vulgata, la sua traduzione della Bibbia, mentre la mano destra la porta al petto come a chiedere spiegazione alla sua chiamata. Il santo è raffigurato davanti a una grotta, luogo in cui dimorava e meditava. Sulla roccia di fronte a lui vi è un ulteriore libro a indicare l'importanza per la meditazione, dello studio dei testi sacri. Il restauro del 1932 aveva sformato questa parte, proponendo un cappello cardinalizio, ma nei restauri del 2018 è evidenziato, dallo studio radiografico, la presenza di un libro nella parte sopra la roccia.
Il dipinto presenta alcuni elementi riconducibili al Rinascimento, in particolare il panneggio tagliente che sembra scolpito, di derivazione padovana e mantegnesca, con una particolare attenzione alla resa della luce naturale, anche a costo di mettere in ombra particolari importanti come il volto del santo, anticipando il naturalismo lombardo.